# Garcinia montana
Garcinia montana är en tvåhjärtbladig växtart som beskrevs av Henry Nicholas Ridley. Garcinia montana ingår i släktet Garcinia och familjen Clusiaceae. Inga underarter finns listade i Catalogue of Life.